# Alexander Molzahn
Alexander Molzahn (* 25. August 1907 in Frankfurt am Main; † 1. Dezember 1998 in Frankfurt am Main) war ein deutscher Cellist und Hochschullehrer.

## Leben
Alexander Molzahn besuchte ein Gymnasium in Berlin und studierte an der Musikhochschule in Frankfurt am Main und in Berlin bei Georg Wille (1869–1958) und Adolf Steiner (1897–1974). Ab 1939 war er Mitglied vom Lenzewski-Quartett. Er war langjähriger Professor an der Musikhochschule Frankfurt und lehrte an Dr. Hoch’s Konservatorium. Er unternahm zudem zahlreiche Konzertreisen. Zu seinen Schülern gehören Maria Kliegel, Peter Cahn, Jan Diesselhorst und Stephan Breith.